# Euporus ignicollis
Euporus ignicollis là một loài bọ cánh cứng trong họ Cerambycidae.